# 普勒伊什多夫
普勒伊什多夫（法語：Preuschdorf，发音：[pʁœjʃdɔʁf]）是法国下莱茵省的一个市镇，属于阿格诺-维桑堡区（Haguenau-Wissembourg）和赖什索芬县（Reichshoffen）。该市镇总面积7.57平方公里，2009年时的人口为961人。

## 人口
普勒伊什多夫人口变化图示